# Nagaokakyō

Nagaokakyō (長岡京市 Nagaokakyō-shi?) este un municipiu din Japonia, prefectura Kyoto.